# Flux circular de la renda

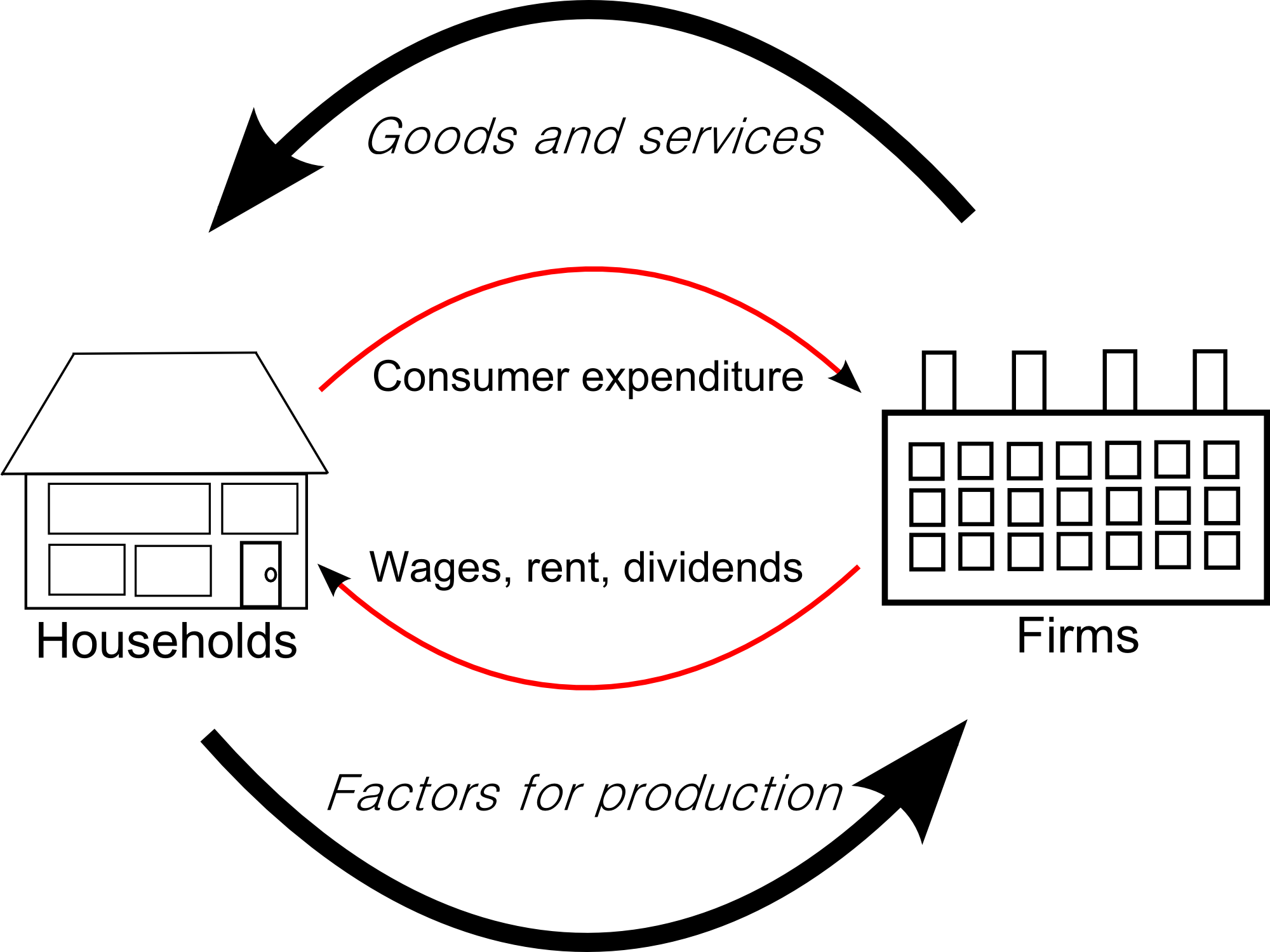
Esquema bàsic del flux circular de la renda.

El flux circular de la renda és un procés continu d'intercanvis entre les empreses i els consumidors a través del mercat de béns i serveis i el mercat de factors productius. Tant els consumidors com les empreses tenen un doble paper. Els clients consumeixen serveis i compren béns i les empreses ofereixen aquests serveis i béns. Alhora els clients també poden cercar feina a les empresa i entrar-hi a treballar o participar-hi per mitjà dels mercats financers aportant-hi capital o llogant terrenys i immobles (factors productius). I les empreses, al seu torn, donarien un salari als treballadors pel seu treball o dividends i interessos, en el cas dels mercats financers, o el pagament del lloguer en el darrer cas (tot això s'anomenen rendes dels factors productius). Amb aquestes rendes el treballador podria tornar a comprar a les empreses. I així es faria una interrelació contínua.
El flux circular de la renda també inclou una sèrie de fugues i injeccions de diners. Les fugues o sortides de diners són els estalvis, els impostos i les importacions. En el cas del centre comercial tenim que les persones no poden gastar tot el que guanyen en comprar productes i serveis, ja que s'han de pagar impostos, i també és probable que no gastin tot el que guanyen, sinó que una part la guardin en estalvi. Pel que fa a les injeccions de diners, trobem les inversions, la despesa del govern i les exportacions. Però aquest darrer cas serien més pensant en macroeconomia, més que no en la gestió d'una empresa.